# 德钦绒鼠
德钦绒鼠（学名：Eothenomys wardi）为仓鼠科绒鼠属的动物。在中国大陆，分布于云南（西北部）、四川（南部）等地。该物种的模式产地在云南德钦附近。